# Teatro Luigi Rasi
Il teatro Luigi Rasi è un piccolo teatro di prosa che si trova nel centro di Ravenna. 
Costruito nell'ultimo decennio dell'Ottocento nell'ex chiesa monastica di Santa Chiara, dal 1991 il Rasi è sede di Ravenna Teatro, centro di produzione teatrale fondato dalle compagnie teatrali Teatro delle Albe e Drammatico Vegetale.

## Descrizione
Fu inaugurato l'8 maggio 1892 con la commedia Il deputato di Bombignac di Alessandro Bisson, messa in scena dall'Accademia Filodrammatica di Ravenna, e con un monologo recitato dall'attore Francesco Zinanni. Per molti anni ospita spettacoli d'operetta e musica cameristica, poi, dopo l'avvio di lavori radicali di ristrutturazione iniziati nel 1959, resta chiuso fino al 1978. 
Ospitò musica da camera e spettacoli di operetta messi in scena da compagnie locali fino al 1959, quando venne chiuso per lavori di restauro. Riaprì nel 1979 con l'aspetto attuale.
Al Teatro Rasi si svolge una grande parte delle programmazioni curate da Ravenna Teatro, che lo gestisce dal 1991, e vi nascono le produzioni del Teatro delle Albe e della Drammatico Vegetale.
Sede anche di laboratori per gli studenti, come la celebre “Non-Scuola” di Marco Martinelli.

## L'edificio

### Storia
Il Teatro Rasi è stato costruito nell'ultimo decennio del XIX secolo nell'ex chiesa monastica di Santa Chiara, fatta erigere, insieme al monastero, nel 1250 da Chiara da Polenta di nobile famiglia, monaca appartenente alla comunità delle Clarisse.
Le volte dell'abside erano decorate con pregiatissimi affreschi di scuola riminese, staccati attorno al 1950 e ora conservati ed esposti al Museo Nazionale della città. Della chiesa di Santa Chiara rimangono la facciata, oggi ingresso del teatro, e l'abside, inserito nell'area scenica.
Con l'editto napoleonico del 1805 la chiesa viene soppressa. Nel 1823 chiesa e convento furono ceduti a un privato, il barone Pergami della Franchina, che utilizzò gli spazi per spettacoli equestri.

Nel 1879 l'ex convento fu adibito a caserma. Invece la chiesa fu ceduta dal barone Carlo Emilio Pergami-Belluzzi al Comune di Ravenna con scrittura privata del 18 giugno 1874. Il Comune concesse l'edificio all'Accademia Filodrammatica che lo convertì in sala teatrale. La sua prima denominazione fu, quindi, «Teatro Filodrammatico». La capienza della galleria era di 90 posti, mentre in platea potevano sedere fino a 220 spettatori. La galleria era a ferro di cavallo sorretta da pilastri e mensole di ferro costruite dal fabbro ravennate Alfredo Savini. 

Nel 1919 il teatro fu intitolato al celebre attore e drammaturgo ravennate Luigi Rasi. Nell'ingresso è visibile una lapide a lui intitolata che celebra il centenario della sua nascita (1852-1952).

Negli anni 1960-1970 l'architetto Sergio Agostini, incaricato della ristrutturazione del teatro, ne cambiò radicalmente la fisionomia.

### Struttura
Dotato di una sala all'italiana, con platea e galleria, per un totale di 431 posti, il Teatro Rasi ha un palco attrezzato e cinque camerini. Il foyer è diviso in due spazi: la saletta Mandiaye N'Diaye e l'area del ristoro, che si affacciano su un giardino.